# Arrondissements de la Haute-Savoie

Les quatre arrondissements de la Haute-Savoie en région Auvergne-Rhône-Alpes, en 2017.

Le département de la Haute-Savoie comprend quatre arrondissements.

## Composition
| Nom                                        | Code Insee | Superficie (km2) | Population (dernière pop. légale) | Densité (hab./km2) | Modifier             |
| ------------------------------------------ | ---------- | ---------------- | --------------------------------- | ------------------ | -------------------- |
| Arrondissement d'Annecy                    | 741        | 1 253,91         | 294 784 (2022)                    | 235                | modifier les données |
| Arrondissement de Bonneville               | 742        | 1 527,63         | 195 821 (2022)                    | 128                | modifier les données |
| Arrondissement de Saint-Julien-en-Genevois | 743        | 656,31           | 199 838 (2022)                    | 304                | modifier les données |
| Arrondissement de Thonon-les-Bains         | 744        | 949,95           | 159 140 (2022)                    | 168                | modifier les données |
| Haute-Savoie                               | 74         | 4 388,00         | 849 583 (2022)                    | 194                | modifier les données |

## Histoire
- 1798 : création du département du Léman avec une partie du Mont-Blanc (districts de Carouge, Cluses et Thonon), le pays de Gex (détaché de l'Ain) et Genève à partir du duché de Savoie
- 1800 : création des arrondissements : Bonneville, Genève, Thonon
- 1814 : suppression du département du Léman. Genève est rendue à la Suisse, le pays de Gex retourne à l'Ain, le reste du département retourne au Mont-Blanc
- 1815 : restauration du duché de Savoie au sein du royaume de Sardaigne
- 1860 : Annexion de la Savoie à la France: création du département de la Haute-Savoie avec quatre arrondissements : Annecy, Bonneville, Saint-Julien et Thonon
- 1890 : Thonon devient Thonon-les-Bains, ce qui entraîne le changement de nom de l'arrondissement
- 1926 : suppression de l'arrondissement de Saint-Julien
- 1933 : restauration de l'arrondissement de Saint-Julien sous le nom d'arrondissement de Saint-Julien-en-Genevois